# شهرک فرهنگ‌شهر
شهرک فرهنگ‌شهر یکی از شهرک‌های نوبنیاد شهر تبریز است. این شهرک از سال ۱۳۶۱ توسط دولت به فرهنگیان تبریز پیش‌فروش شد، ولی امروزه اکثر ساکنین آن آپارتمان‌های خود را واگذار کرده‌اند. شهرک فرهنگ‌شهر دارای هیأت‌مدیره‌ای است که مسئول ایجاد رفاه در این شهرک بوده و بابت مسایل خدماتی همه‌ساله حق شارژی از ساکنین شهرک دریافت می‌نماید.
شهرک فرهنگ‌شهر از ۳۵ بلوک ۴ طبقه‌ای تشکیل پیدا کرده‌است که چهار بلوک آن یک راه‌پله‌ای، یک بلوک آن سه راه‌پله‌ای و سایر بلوک‌ها دو راه‌پله‌ای هستند. این شهرک در مجاورت کوی ولی‌عصر واقع شده و از سمت غرب به پارک پروین اعتصامی محدود شده‌است. آب و هوای شهرک فرهنگ‌شهر به‌جهت این‌که بر روی تپهٔ ولی‌عصر قرار گرفته، در بهار و تابستان بسیار خنک و معتدل و در زمستان بسیار سرد است.